# Antiche province francesi
Si definiscono antiche province francesi le suddivisioni territoriali in cui si articolava il Regno di Francia. Durante la Rivoluzione esse furono sostituite dai dipartimenti (1790), suddivisione territoriale tuttora esistente. I nomi delle antiche province sono ancora usati per indicare alcune porzioni del territorio del paese (regioni culturali, storiche, etnologiche, ecc.), e sono ripresi nelle denominazioni di alcune delle attuali regioni della Francia.

## Descrizione
Il termine nel senso attuale apparve nel XV secolo, e i geografi lo hanno da allora utilizzato con generosità per definire svariate entità territoriali; ecco perché le carte geografiche e le liste elencanti le province francesi non sono sempre sovrapponibili e comparabili le une alle altre.
In genere si intende per provincia un territorio di una certa estensione, i cui abitanti si riconoscono per caratteri propri: storia comune, cultura e usi ancestrali, tradizioni particolari, diritti e doveri (vale a dire una legislazione) differenti rispetto ai territori vicini, talvolta anche una lingua comune, o l'appartenenza a etnie specifiche; tutto ciò spesso ponendosi anteriormente e al di fuori dalle organizzazioni amministrative. La provincia è in generale formata dalla riunione di entità più piccole, i pays (paesi), e comunemente divisa in haute e basse.
Prima della Rivoluzione la Francia era costituita in suddivisioni territoriali nate dalla storia, dalla geografia e dalle popolazioni, differenti a seconda dei poteri che si sovrapponevano nella propria giurisdizione su un determinato territorio: metropoli, province, diocesi, ducati, baronie, governatorati, stati, elezioni, généralité, intendenze, parlamenti, pays, baliati, ecc. Cosicché ad esempio i confini del parlamento d'Artois non corrispondevano a quelli del governatorato d'Artois o dell'intendenza d'Artois; ed una provincia poteva contenere al suo interno altre province: la Borgogna conteneva la Bresse, provincia a sua volta.
La Convenzione Nazionale, dopo aver abolito nella notte del 4 agosto 1789 tutti i diritti ed usi particolari delle differenti regioni (definiti "privilegi", come quelli della nobiltà e del clero), decise di istituire una suddivisione uniforme del territorio nazionale, fondando i dipartimenti, univoci per tutte le differenti funzioni dello Stato: militare, religiosa, fiscale, amministrativa, universitaria, giudiziaria ecc. Nella città scelta come capoluogo di dipartimento si dovevano concentrare le sedi di ciascuna di tali funzioni, quali una prefettura, un tribunale, una università, un comando militare, una sede vescovile, una borsa valori, un ospedale, ecc. Le proteste delle città che sino ad allora avevano ospitato una di tali funzioni, e che non erano destinate a diventare capoluogo, impedirono un'attuazione completa di tale disegno.
I pays che formavano le province non coincidevano con gli antichi territori feudali poi assorbiti, anche se derivavano da essi (per esempio, nell'Orleanese dalla Contea di Blois nacque il Blésois). Oggi sono chiamati pays anche suddivisioni non storiche, ma semplici ripartizioni turistico-culturali, e prendono spesso il nome dal centro più importante.
In certi casi, alcuni pays sono stati assorbiti così tardi che talvolta oggi li si considera province a sé, anche per la loro estensione (come il Périgord, nella Guienna). In altri, alcune piccole province rimasero semi-autonome fino al 1789, ma erano parte di altre (come il Saumourois, parte dell'Angiò). Per questo, oggi è difficile stilare una lista ufficiale delle province; solitamente si riportano i nomi di quelle maggiormente indicate dalle carte storiche. Per ciascuna provincia si nominano anche le varie generalità, queste ufficiali, che coprivano il suo territorio.

## Epoca preromana
La Gallia era abitata da un centinaio di popoli diversi (300 secondo Flavio Giuseppe), spesso molto differenti fra loro. Giulio Cesare battezzò ciascuno di tali stati indipendenti col nome di civitas, di cui alcuni suddivisi in pagi. Svariate popolazioni poco numerose erano clientes di vicini più potenti, ossia a loro assoggettati; questo ha fatto parlare di province ante litteram:
(Fustel de Coulanges)

## Province romane
L'etimologia latina del termine si rifà al concetto di "vincere", di conquista di un territorio. Ogni provincia romana di Gallia aveva un assetto giuridico (preciso, confini chiaramente definiti e strutture amministrative codificate. Il nome delle province, la loro organizzazione e i loro confini variarono largamente nel corso di cinque secoli; ognuna era diretta da un proconsole o un propretore. Cesare, oltre la Narbonense (Provenza), già romana, divise la Gallia in tre province: l'Aquitania, la Belgica e la Celtica. In quattro secoli di dominazione romana il loro numero passò da tre a undici, un aumento dovuto all'espandersi dell'Impero e alla diminuzione delle loro dimensioni, con lo smembramento delle entità iniziali; le province erano suddivise in civitas, il cui numero passò da 33 a 113.

## Province ecclesiastiche
Le metropoli in senso ecclesiastico sono territori sotto la giurisdizione di un arcivescovo metropolita, definiti anche "province" in quanto derivati dalle province romane di cui i primi vescovi assunsero l'amministrazione alla caduta dell'Impero.
Sono costituite da diocesi le quali, secondo il medesimo processo, in Francia succedettero alle antiche civitas gallo-romane. Le diocesi sono composte di parrocchie, insiemi d'abitanti riuniti presso una medesima chiesa, di cui i confini e i nomi antichi si sono spesso conservati nei 36.000 comuni francesi odierni.
Le circoscrizioni ecclesiastiche, in ragione dell'istituto della manomorta, furono le più antiche circoscrizioni territoriali, e le più stabili, dall'antichità preistorica sino alla loro riforma generale del 1802.

## Province giudiziarie
In funzione dei diritti, dei costumi e delle lingue parlate, il territorio della Corona di Francia era diviso in paesi di diritto scritto (grossomodo quella che oggi chiamiamo Occitania), e in paesi di diritto non scritto (il Nord). Le due parti comprendevano numerosi parlamenti, originati dalle province giudiziarie, e da cui derivarono le giurisdizioni reali, ossia le circoscrizioni giudiziarie, baliaggi e siniscalcati.

## Province fiscali
Altri autori tentano di assimilare il concetto di provincia a quello di généralité. Senza dubbio talvolta i due concetti sono sovrapponibili, ossia quando il territorio di una généralité coincide più o meno con quello di un'entità territoriale più antica; ma non sono veramente sinonimi, in quanto nella maggioranza dei casi i territori non coincidono.

## Province militari
Erano i feudi dipendenti direttamente dalla Corona (ducati, conteae e marche), tenuti a prestare al monarca un sostegno militare.
I feudi maggiori e minori costituivano delle circoscrizioni territoriali nate per organizzare la difesa, il reclutamento delle truppe, la costruzione delle piazzeforti, degli arsenali e dei castelli.
Oltre al ducato di Francia i primi sei grandi feudi ebbero il titolo di Parìa:
- i tre ducati di Aquitania, Guascogna e Normandia
- le tre contee di Tolosa, Fiandre e Champagne (verso il 1212).

I titolari erano considerati come elettori del re di Francia, insieme agli altri sei Pari ecclesiastici:
- i tre vescovi-duca di Reims, Sens, Langres
- i tre vescovi-conte di Beauvais, de Noyon et de Châlons (d'origine merovingia).

Il numero dei feudi maggiori conobbe variazioni nel corso della storia (per eredità, conquiste, divisioni, trattati) ed aumentò con l'annessione definitiva della contea di Provenza, e dei ducati di Borgogna, Bretagna, Savoia e Lorena ed altri. Per alcune di tali province si trattò semplicemente il ritorno alla Corona di un antico feudo, come nel caso del ducato di Borgogna, di cui era titolare il fratello di Ugo Capeto. Per altri fu una vera e propria acquisizione, come per la Savoia, la Corsica, il Contado Venassino o la Contea di Nizza, facenti parte del Sacro Romano Impero o della Santa Sede. Contrariamente alle province ecclesiastiche la loro estensione conobbe delle variazioni nel corso della storia in funzione dei possedimenti dei loro titolari, o della situazione politica; così il ducato di Guascogna scomparve nel XII secolo, il ducato di Normandia fu suddiviso in due governatorati militari.
Alla fine dell'Ancien Régime, tralasciando le regioni d'oltremare come le Antille, Pondicherry e Île Maurice, esistevano trentasei regioni dotate di un governatore incaricato della difesa, e definite "gouvernements".

## Lista delle antiche province francesi
La lista ufficiale delle province francesi del XVIII secolo è contenuta nelle lettere patenti reali pubblicate il 4 marzo 1790, che facevano seguito ai decreti dell'Assemblea Nazionale del 15 gennaio, 16 e 26 febbraio, ordinanti la divisione della Francia in 83 dipartimenti. Il documento contiene il concetto di "provincia", considerando nel reame 89 di esse, ma la lista è stata sottoposta a evidenti critiche. Resta anche oggi illusorio voler integrare tutte le province in un insieme coerente, sistematico e soprattutto perfettamente giustapposto: «Anche oggi è sorprendente vedere con quale sicurezza gli storici e i geografi spiegano, dopo un secolo, che la Francia era suddivisa in un numero fisso di province metodicamente classificate e delimitate» (Armand Brette, 1910).
| Province francesi prima della Rivoluzione con i capoluoghi indicati fra parentesi, e la data della loro annessione al regno di Francia (RF) o dell'unione del loro titolo al dominio reale (DR). | Province francesi prima della Rivoluzione con i capoluoghi indicati fra parentesi, e la data della loro annessione al regno di Francia (RF) o dell'unione del loro titolo al dominio reale (DR). | Province francesi prima della Rivoluzione con i capoluoghi indicati fra parentesi, e la data della loro annessione al regno di Francia (RF) o dell'unione del loro titolo al dominio reale (DR). |
| --- | --- | --- |
| 1. Île-de-France (Parigi). Origina dal dominio reale francese. 2. Berry (Bourges). Origina dalla viscontea di Bourges (DR: 1101). 3. Orleanese (Orléans). Origina dalla contea di Orléans, dominio reale capetingio (DR: 1198). 4. Normandia (Rouen). Ducato carolingio di Normandia creato nel 911 da Rollone (DR: 1204). 5. Linguadoca (Tolosa) (RF: 508). Conquistata ai Visigoti in seguito alla battaglia di Vouillé (507), la contea di Tolosa fu unita al dominio reale da un'alleanza (DR: 1271). 6. Lionese (Lione). Origina dalla contea di Lione (RF: 1313). 7. Delfinato (Grenoble) Origina dal delfinato di Viennois (RF: 1343). 8. Champagne (Troyes) Contea carolingia unita al dominio reale da un'alleanza (DR:1361). 9. Aunis (La Rochelle) Feudo d'Aquitania (DR:1371). 10. Saintonge (Saintes) (DR:1371). 11. Poitou (Poitiers) Feudo d'Aquitania (DR:1416). 12. Ducato d'Aquitania (Bordeaux) Ducato merovingio, uscì dal regno di Francia col matrimonio di Eleonora nel 1152. (RF:1453) Ducato di Guyenne e Guascogna nel 1789). 13. Borgogna (Digione) Ducato capetingio (DR:1477). 14. Piccardia (Amiens) (DR:1482). 15. Angiò (Angers) (DR:1482). 16. Provenza (Aix) (DR:1482). 17. Angoumois (Angoulême) (DR:1328). 18. Borbonese (Moulins) Origina dal ducato di Borbone (DR:1527). 19. Marche (Guéret) Origina dalla contea di la Marche (DR:1527). 20. Bretagna (Rennes) Origina dal ducato di Bretagna, riunita al regno di Francia da un'alleanza (RF:1532). 21. Maine (Le Mans) Origina dalla contea del Maine (DR:1584). | 1. Turenna (Tours) (RF:1584). 2. Limosino (Limoges) (1589). 3. Contea di Foix (Foix) (DR:1607). 4. Alvernia, (Clermont-Ferrand) Ducato merovingio, contea carolingia (DR:1610-1693). 5. Béarn (Pau) Origina dalla viscontea di Béarn (DR:1620). 6. Alsazia (Strasburgo) Origina dal langraviato dell'Alta Alsazia (RF:1648). 7. Artois (Arras) Annessa a seguito della Pace di Vestfalia (RF:1659). 8. Rossiglione (Perpignan) Annessa a seguito della Pace dei Pirenei (RF:1659). 9. Fiandre francesi (Lilla) Annessa a seguito del Trattato di Aquisgrana (RF: 1668). 10. Franca Contea (Besançon) Origina dalla contea di Borgogna, annessa a seguito del Trattato di Nimega (RF:1678). 11. Lorena (Nancy) Antica Lotaringia, ducato in epoca carolingia (DR:1766). 12. Corsica (Ajaccio) (DR:1768; RF:1789). 13. Nivernese (Nevers) (DR:1789). Nel 1789 un certo numero di territori oggi francesi non facevano parte del regno di Francia: 1. Contado Venassino (Carpentras), feudo dello Stato della Chiesa (1791). Il Principato di Orange era già stato riunito alla Francia nel 1713. 2. Contea di Saarwerden (1793). 3. Principato di Salm-Salm (1793). 4. Repubblica di Mulhouse, alleata ai cantoni svizzeri (1798). 5. Principato di Montbéliard (Montbéliard) ((1816). 6. Ducato di Savoia (Chambéry) (1860). 7. Contea di Nizza (Nizza) (1860). | |

### Province francesi alla Rivoluzione
| Provincia        | Sottoprovince                   | Capoluogo                   | Anno di creazione/affiliazione       | Note |
| ---------------- | ------------------------------- | --------------------------- | ------------------------------------ | --- |
| Alsazia          |                                 | Strasburgo                  | 1648                                 | |
| Alsazia          | Alsazia superiore               |                             | 1648                                 | |
| Alsazia          | Sundgau                         | Belfort                     | 1648                                 | |
| Alsazia          | Alsazia inferiore               |                             | 1648                                 | |
| Alvernia         |                                 | Clermont-Ferrand            | 1531 risp. 1610                      | |
| Angiò            |                                 | Angers                      | 1480                                 | |
| Angiò            | Besugeois                       |                             | 1480                                 | |
| Angiò            | Mauges                          |                             | 1480                                 | |
| Angoumois        |                                 | Angoulême                   | 1515                                 | |
| Artois           |                                 | Arras                       | 1659                                 | |
| Aunis            |                                 | La Rochelle                 | 1371                                 | |
| Béarn            |                                 | Pau                         | 1594 (assieme alla Bassa Navarra)    | Il Labourd è uno dei territori baschi francesi, che costituiscono insieme alla provincia del Béarn l'attuale dipartimento dei Pirenei Atlantici, nella regione amministrativa di Aquitania. Costituiva la generalità di Bayonne, creata nel 1784. Fu viscontea feudale con capitale Bayonne. Il Soule era uno dei territori baschi francesi e appartiene all'attuale dipartimento dei Pirenei Atlantici, nella regione amministrativa di Aquitania. Insieme alla provincia di Béarn costituiva la generalità di Pau, creata nel 1784. |
| Berry            |                                 | Bourges                     | 1100                                 | |
| Borbonese        |                                 | Moulins                     | 1531                                 | Corrisponde per la miaggior parte all'attuale dipartimento dell'Allier, nella regione amministrativa dell'Alvernia. Costituiva la generalità di Moulins, creata nel 1587. Fu ducato feudale con capitale Moulins. |
| Borgogna         |                                 | Digione                     | 1477                                 | La Bresse era storicamente divisa in una parte borgognona (appartenente all'odierno dipartimento della Saona e Loira, nella regione amministrativa della Borgogna) e in una savoiarda (compresa nell'attuale dipartimento dell'Ain, nella regione del Rodano-Alpi). La Bresse savoiarda comprendeva il Dombes e il Bugey, il Pays de Gex e il Valromey. |
| Borgogna         | Autunois                        |                             | 1477                                 | La Bresse era storicamente divisa in una parte borgognona (appartenente all'odierno dipartimento della Saona e Loira, nella regione amministrativa della Borgogna) e in una savoiarda (compresa nell'attuale dipartimento dell'Ain, nella regione del Rodano-Alpi). La Bresse savoiarda comprendeva il Dombes e il Bugey, il Pays de Gex e il Valromey. |
| Borgogna         | Auxerrois                       | Auxerre                     | 1477                                 | La Bresse era storicamente divisa in una parte borgognona (appartenente all'odierno dipartimento della Saona e Loira, nella regione amministrativa della Borgogna) e in una savoiarda (compresa nell'attuale dipartimento dell'Ain, nella regione del Rodano-Alpi). La Bresse savoiarda comprendeva il Dombes e il Bugey, il Pays de Gex e il Valromey. |
| Borgogna         | Auxois                          | Semur-en-Auxois             | 1477                                 | La Bresse era storicamente divisa in una parte borgognona (appartenente all'odierno dipartimento della Saona e Loira, nella regione amministrativa della Borgogna) e in una savoiarda (compresa nell'attuale dipartimento dell'Ain, nella regione del Rodano-Alpi). La Bresse savoiarda comprendeva il Dombes e il Bugey, il Pays de Gex e il Valromey. |
| Borgogna         | Bassigny                        | Langres                     | 1477                                 | La Bresse era storicamente divisa in una parte borgognona (appartenente all'odierno dipartimento della Saona e Loira, nella regione amministrativa della Borgogna) e in una savoiarda (compresa nell'attuale dipartimento dell'Ain, nella regione del Rodano-Alpi). La Bresse savoiarda comprendeva il Dombes e il Bugey, il Pays de Gex e il Valromey. |
| Borgogna         | Châlonnois                      |                             | 1477                                 | La Bresse era storicamente divisa in una parte borgognona (appartenente all'odierno dipartimento della Saona e Loira, nella regione amministrativa della Borgogna) e in una savoiarda (compresa nell'attuale dipartimento dell'Ain, nella regione del Rodano-Alpi). La Bresse savoiarda comprendeva il Dombes e il Bugey, il Pays de Gex e il Valromey. |
| Borgogna         | Bresse                          | Bourg-en-Bresse             | 1477                                 | La Bresse era storicamente divisa in una parte borgognona (appartenente all'odierno dipartimento della Saona e Loira, nella regione amministrativa della Borgogna) e in una savoiarda (compresa nell'attuale dipartimento dell'Ain, nella regione del Rodano-Alpi). La Bresse savoiarda comprendeva il Dombes e il Bugey, il Pays de Gex e il Valromey. |
| Borgogna         | Bugey                           | Belley                      | 1477                                 | La Bresse era storicamente divisa in una parte borgognona (appartenente all'odierno dipartimento della Saona e Loira, nella regione amministrativa della Borgogna) e in una savoiarda (compresa nell'attuale dipartimento dell'Ain, nella regione del Rodano-Alpi). La Bresse savoiarda comprendeva il Dombes e il Bugey, il Pays de Gex e il Valromey. |
| Borgogna         | Charollois                      | Charolles                   | 1477                                 | La Bresse era storicamente divisa in una parte borgognona (appartenente all'odierno dipartimento della Saona e Loira, nella regione amministrativa della Borgogna) e in una savoiarda (compresa nell'attuale dipartimento dell'Ain, nella regione del Rodano-Alpi). La Bresse savoiarda comprendeva il Dombes e il Bugey, il Pays de Gex e il Valromey. |
| Borgogna         | Dijonnais                       |                             | 1477                                 | La Bresse era storicamente divisa in una parte borgognona (appartenente all'odierno dipartimento della Saona e Loira, nella regione amministrativa della Borgogna) e in una savoiarda (compresa nell'attuale dipartimento dell'Ain, nella regione del Rodano-Alpi). La Bresse savoiarda comprendeva il Dombes e il Bugey, il Pays de Gex e il Valromey. |
| Borgogna         | Mâconnais                       |                             | 1477                                 | La Bresse era storicamente divisa in una parte borgognona (appartenente all'odierno dipartimento della Saona e Loira, nella regione amministrativa della Borgogna) e in una savoiarda (compresa nell'attuale dipartimento dell'Ain, nella regione del Rodano-Alpi). La Bresse savoiarda comprendeva il Dombes e il Bugey, il Pays de Gex e il Valromey. |
| Borgogna         | Pays de Gex                     | Gex                         | 1477                                 | La Bresse era storicamente divisa in una parte borgognona (appartenente all'odierno dipartimento della Saona e Loira, nella regione amministrativa della Borgogna) e in una savoiarda (compresa nell'attuale dipartimento dell'Ain, nella regione del Rodano-Alpi). La Bresse savoiarda comprendeva il Dombes e il Bugey, il Pays de Gex e il Valromey. |
| Borgogna         | Valromey                        | Saint-Rambert               | 1477                                 | La Bresse era storicamente divisa in una parte borgognona (appartenente all'odierno dipartimento della Saona e Loira, nella regione amministrativa della Borgogna) e in una savoiarda (compresa nell'attuale dipartimento dell'Ain, nella regione del Rodano-Alpi). La Bresse savoiarda comprendeva il Dombes e il Bugey, il Pays de Gex e il Valromey. |
| Borgogna         | principato di Dombes            | Trévoux                     | 1762                                 | |
| Boulonnais       |                                 | Boulogne                    | 1477 (assieme alla Piccardia)        | |
| Bretagna         |                                 | Rennes                      | 1532                                 | |
| Bretagna         | Clos-Poulet                     |                             | 1532                                 | |
| Bretagna         | Cornouaille                     |                             | 1532                                 | |
| Bretagna         | Goëllo                          |                             | 1532                                 | |
| Bretagna         | Léon                            |                             | 1532                                 | |
| Bretagna         | Penthièvre                      |                             | 1532                                 | |
| Bretagna         | Poher                           |                             | 1532                                 | |
| Bretagna         | Trégor                          |                             | 1532                                 | |
| Champagne        |                                 | Troyes                      | 1285                                 | |
| Champagne        | Brie champenoise                | Meaux                       | 1285                                 | |
| Champagne        | Perthois                        |                             | 1285                                 | |
| Champagne        | Remois                          | Reims                       | 1285                                 | |
| Champagne        | Senonais                        | Sens                        | 1285                                 | |
| Champagne        | Vallage                         | Joinville                   | 1285                                 | |
| Corsica          |                                 | Bastia                      | 1768                                 | |
| Delfinato        |                                 | Grenoble                    | 1349                                 | |
| Delfinato        | Baronnies                       |                             | 1349                                 | |
| Delfinato        | Briançonnais                    |                             | 1349                                 | |
| Delfinato        | Champsaur                       |                             | 1349                                 | |
| Delfinato        | Diois                           |                             | 1349                                 | |
| Delfinato        | Gapençais                       |                             | 1349                                 | |
| Delfinato        | Graisivaudan                    |                             | 1349                                 | |
| Delfinato        | Embrunais                       |                             | 1349                                 | |
| Delfinato        | Valentinois                     |                             | 1349                                 | |
| Delfinato        | Viennois                        |                             | 1349                                 | |
| Fiandre francesi |                                 | Lilla                       | 1668 (assieme all'Hainaut)           | Corrisponde alla parte nord-ovest del dipartimento del Nord, nella regione amministrativa del Nord-Passo di Calais. Costituiva la generalità di Lilla, creata nel 1691. Era suddivisa tra Fiandra marittima (Flandre maritime), Fiandra interna (Flandre intérieure o Coeur de Flandre) e meridionale (Flandre méridionale) e comprendeva il Cambresis (regione di Cambrai). Fu contea feudale con capitale Lille. |
| Fiandre francesi | Fiandre marittime               |                             | 1668 (assieme all'Hainaut)           | Corrisponde alla parte nord-ovest del dipartimento del Nord, nella regione amministrativa del Nord-Passo di Calais. Costituiva la generalità di Lilla, creata nel 1691. Era suddivisa tra Fiandra marittima (Flandre maritime), Fiandra interna (Flandre intérieure o Coeur de Flandre) e meridionale (Flandre méridionale) e comprendeva il Cambresis (regione di Cambrai). Fu contea feudale con capitale Lille. |
| Fiandre francesi | Fiandre valloni                 |                             | 1668 (assieme all'Hainaut)           | Corrisponde alla parte nord-ovest del dipartimento del Nord, nella regione amministrativa del Nord-Passo di Calais. Costituiva la generalità di Lilla, creata nel 1691. Era suddivisa tra Fiandra marittima (Flandre maritime), Fiandra interna (Flandre intérieure o Coeur de Flandre) e meridionale (Flandre méridionale) e comprendeva il Cambresis (regione di Cambrai). Fu contea feudale con capitale Lille. |
| Contea di Foix   |                                 | Foix                        | 1589                                 | Corrisponde a parte del dipartimento dell'Ariège, nella regione amministrativa del Midi-Pirenei. Fu inserito nella generalità di Montauban, creata nel 1635. Fu contea con capitale Foix. |
| Contea di Foix   | Donnezan                        | Artigues                    | 1589                                 | Corrisponde a parte del dipartimento dell'Ariège, nella regione amministrativa del Midi-Pirenei. Fu inserito nella generalità di Montauban, creata nel 1635. Fu contea con capitale Foix. |
| Franca Contea    |                                 | Besançon                    | 1678                                 | Costituisce l'attuale regione amministrativa della Franca Contea. Costituiva la generalità di Besançon creata nel 1676. Fu contea feudale con capitale Besançon. |
| Guascogna        |                                 | Auch                        | 1453 (assieme a Guienna e Labourd)   | Attualmente è suddivisa nella regione amministrativa del Midi-Pirenei e quella di Aquitania. Comprendeva le generalità di Montauban, creata nel 1635, e di Auch, creata nel 1776, inoltre l'Albret, l'Armagnac, l'Astarac, la Bigorre, il Comminges, il Condomois, il Couserans, il Fézensaguet, la Grave, la Lomagne, il Marsan, il Nébouzan. |
| Guascogna        | Agenais                         | Agen                        | 1453 (assieme a Guienna e Labourd)   | Attualmente è suddivisa nella regione amministrativa del Midi-Pirenei e quella di Aquitania. Comprendeva le generalità di Montauban, creata nel 1635, e di Auch, creata nel 1776, inoltre l'Albret, l'Armagnac, l'Astarac, la Bigorre, il Comminges, il Condomois, il Couserans, il Fézensaguet, la Grave, la Lomagne, il Marsan, il Nébouzan. |
| Guascogna        | Armagnac                        | Auch                        | 1453 (assieme a Guienna e Labourd)   | Attualmente è suddivisa nella regione amministrativa del Midi-Pirenei e quella di Aquitania. Comprendeva le generalità di Montauban, creata nel 1635, e di Auch, creata nel 1776, inoltre l'Albret, l'Armagnac, l'Astarac, la Bigorre, il Comminges, il Condomois, il Couserans, il Fézensaguet, la Grave, la Lomagne, il Marsan, il Nébouzan. |
| Guascogna        | Bigorre                         | Tarbes                      | 1453 (assieme a Guienna e Labourd)   | Attualmente è suddivisa nella regione amministrativa del Midi-Pirenei e quella di Aquitania. Comprendeva le generalità di Montauban, creata nel 1635, e di Auch, creata nel 1776, inoltre l'Albret, l'Armagnac, l'Astarac, la Bigorre, il Comminges, il Condomois, il Couserans, il Fézensaguet, la Grave, la Lomagne, il Marsan, il Nébouzan. |
| Guascogna        | Comminges                       | Saint-Bertrand de Comminges | 1453 (assieme a Guienna e Labourd)   | Attualmente è suddivisa nella regione amministrativa del Midi-Pirenei e quella di Aquitania. Comprendeva le generalità di Montauban, creata nel 1635, e di Auch, creata nel 1776, inoltre l'Albret, l'Armagnac, l'Astarac, la Bigorre, il Comminges, il Condomois, il Couserans, il Fézensaguet, la Grave, la Lomagne, il Marsan, il Nébouzan. |
| Guascogna        | Condomois                       | Condom                      | 1453 (assieme a Guienna e Labourd)   | Attualmente è suddivisa nella regione amministrativa del Midi-Pirenei e quella di Aquitania. Comprendeva le generalità di Montauban, creata nel 1635, e di Auch, creata nel 1776, inoltre l'Albret, l'Armagnac, l'Astarac, la Bigorre, il Comminges, il Condomois, il Couserans, il Fézensaguet, la Grave, la Lomagne, il Marsan, il Nébouzan. |
| Guascogna        | Couserans                       | Saint-Lizier                | 1453 (assieme a Guienna e Labourd)   | Attualmente è suddivisa nella regione amministrativa del Midi-Pirenei e quella di Aquitania. Comprendeva le generalità di Montauban, creata nel 1635, e di Auch, creata nel 1776, inoltre l'Albret, l'Armagnac, l'Astarac, la Bigorre, il Comminges, il Condomois, il Couserans, il Fézensaguet, la Grave, la Lomagne, il Marsan, il Nébouzan. |
| Guascogna        | Estarac                         | Mirande                     | 1453 (assieme a Guienna e Labourd)   | Attualmente è suddivisa nella regione amministrativa del Midi-Pirenei e quella di Aquitania. Comprendeva le generalità di Montauban, creata nel 1635, e di Auch, creata nel 1776, inoltre l'Albret, l'Armagnac, l'Astarac, la Bigorre, il Comminges, il Condomois, il Couserans, il Fézensaguet, la Grave, la Lomagne, il Marsan, il Nébouzan. |
| Guascogna        | Grave                           |                             | 1453 (assieme a Guienna e Labourd)   | Attualmente è suddivisa nella regione amministrativa del Midi-Pirenei e quella di Aquitania. Comprendeva le generalità di Montauban, creata nel 1635, e di Auch, creata nel 1776, inoltre l'Albret, l'Armagnac, l'Astarac, la Bigorre, il Comminges, il Condomois, il Couserans, il Fézensaguet, la Grave, la Lomagne, il Marsan, il Nébouzan. |
| Guascogna        | Lomagne                         | Lectoure                    | 1453 (assieme a Guienna e Labourd)   | Attualmente è suddivisa nella regione amministrativa del Midi-Pirenei e quella di Aquitania. Comprendeva le generalità di Montauban, creata nel 1635, e di Auch, creata nel 1776, inoltre l'Albret, l'Armagnac, l'Astarac, la Bigorre, il Comminges, il Condomois, il Couserans, il Fézensaguet, la Grave, la Lomagne, il Marsan, il Nébouzan. |
| Guascogna        | (Pays de) Marsan                | Mont-de-Marsan              | 1453 (assieme a Guienna e Labourd)   | Attualmente è suddivisa nella regione amministrativa del Midi-Pirenei e quella di Aquitania. Comprendeva le generalità di Montauban, creata nel 1635, e di Auch, creata nel 1776, inoltre l'Albret, l'Armagnac, l'Astarac, la Bigorre, il Comminges, il Condomois, il Couserans, il Fézensaguet, la Grave, la Lomagne, il Marsan, il Nébouzan. |
| Guascogna        | Quatre-Vallées o Contea di Aure | Sarrancolin                 | 1453 (assieme a Guienna e Labourd)   | Attualmente è suddivisa nella regione amministrativa del Midi-Pirenei e quella di Aquitania. Comprendeva le generalità di Montauban, creata nel 1635, e di Auch, creata nel 1776, inoltre l'Albret, l'Armagnac, l'Astarac, la Bigorre, il Comminges, il Condomois, il Couserans, il Fézensaguet, la Grave, la Lomagne, il Marsan, il Nébouzan. |
| Guienna          |                                 | Bordeaux                    | 1453 (assieme a Guascogna e Labourd) | Corrisponde alle parti settentrionali delle attuali regioni amministrativi di Aquitania e di Midi-Pirenei. Nel Medioevo il suo territorio faceva parte del più esteso ducato d'Aquitania, con capitale Bordeaux, i cui territori furono man mano inglobati dalla Corona di Francia. Dal nome di Aquitania derivò poi quello di Guienna, acquisito dal ducato nel 1229. Del ducato fecero parte territori poi diventati province a sé come l'Alvernia, il Poitou, la Saintonge, l'Aunis, l'Angoumois, il Limosino e la Guascogna. Il Quercy e la Rouergue, un tempo territori della vasta Contea di Tolosa e quindi della Linguadoca, furono uniti all'Aquitania e da quel momento in poi alla Guienna. Nel 1542 il suo territorio fu diviso nelle due generalità di Montauban e di Agen (poi denominata generalità di Bordeaux). Prima della Rivoluzione Francese costituiva, con la Guascogna, la provincia di Guienna e Guascogna. Comprendeva il Bordelais (regione di Bordeaux), l'Agenais (regione di Agen), il Bazadais, il Périgord, il Quercy e la Rouergue, questi ultimi tre talvolta considerati come province a sé. |
| Guienna          | Bordelais                       |                             | 1453 (assieme a Guascogna e Labourd) | Corrisponde alle parti settentrionali delle attuali regioni amministrativi di Aquitania e di Midi-Pirenei. Nel Medioevo il suo territorio faceva parte del più esteso ducato d'Aquitania, con capitale Bordeaux, i cui territori furono man mano inglobati dalla Corona di Francia. Dal nome di Aquitania derivò poi quello di Guienna, acquisito dal ducato nel 1229. Del ducato fecero parte territori poi diventati province a sé come l'Alvernia, il Poitou, la Saintonge, l'Aunis, l'Angoumois, il Limosino e la Guascogna. Il Quercy e la Rouergue, un tempo territori della vasta Contea di Tolosa e quindi della Linguadoca, furono uniti all'Aquitania e da quel momento in poi alla Guienna. Nel 1542 il suo territorio fu diviso nelle due generalità di Montauban e di Agen (poi denominata generalità di Bordeaux). Prima della Rivoluzione Francese costituiva, con la Guascogna, la provincia di Guienna e Guascogna. Comprendeva il Bordelais (regione di Bordeaux), l'Agenais (regione di Agen), il Bazadais, il Périgord, il Quercy e la Rouergue, questi ultimi tre talvolta considerati come province a sé. |
| Guienna          | Bazadois                        | Bazas                       | 1453 (assieme a Guascogna e Labourd) | Corrisponde alle parti settentrionali delle attuali regioni amministrativi di Aquitania e di Midi-Pirenei. Nel Medioevo il suo territorio faceva parte del più esteso ducato d'Aquitania, con capitale Bordeaux, i cui territori furono man mano inglobati dalla Corona di Francia. Dal nome di Aquitania derivò poi quello di Guienna, acquisito dal ducato nel 1229. Del ducato fecero parte territori poi diventati province a sé come l'Alvernia, il Poitou, la Saintonge, l'Aunis, l'Angoumois, il Limosino e la Guascogna. Il Quercy e la Rouergue, un tempo territori della vasta Contea di Tolosa e quindi della Linguadoca, furono uniti all'Aquitania e da quel momento in poi alla Guienna. Nel 1542 il suo territorio fu diviso nelle due generalità di Montauban e di Agen (poi denominata generalità di Bordeaux). Prima della Rivoluzione Francese costituiva, con la Guascogna, la provincia di Guienna e Guascogna. Comprendeva il Bordelais (regione di Bordeaux), l'Agenais (regione di Agen), il Bazadais, il Périgord, il Quercy e la Rouergue, questi ultimi tre talvolta considerati come province a sé. |
| Guienna          | Chalosse                        | Saint-Sever                 | 1453 (assieme a Guascogna e Labourd) | Corrisponde alle parti settentrionali delle attuali regioni amministrativi di Aquitania e di Midi-Pirenei. Nel Medioevo il suo territorio faceva parte del più esteso ducato d'Aquitania, con capitale Bordeaux, i cui territori furono man mano inglobati dalla Corona di Francia. Dal nome di Aquitania derivò poi quello di Guienna, acquisito dal ducato nel 1229. Del ducato fecero parte territori poi diventati province a sé come l'Alvernia, il Poitou, la Saintonge, l'Aunis, l'Angoumois, il Limosino e la Guascogna. Il Quercy e la Rouergue, un tempo territori della vasta Contea di Tolosa e quindi della Linguadoca, furono uniti all'Aquitania e da quel momento in poi alla Guienna. Nel 1542 il suo territorio fu diviso nelle due generalità di Montauban e di Agen (poi denominata generalità di Bordeaux). Prima della Rivoluzione Francese costituiva, con la Guascogna, la provincia di Guienna e Guascogna. Comprendeva il Bordelais (regione di Bordeaux), l'Agenais (regione di Agen), il Bazadais, il Périgord, il Quercy e la Rouergue, questi ultimi tre talvolta considerati come province a sé. |
| Guienna          | Lannes                          |                             | 1453 (assieme a Guascogna e Labourd) | Corrisponde alle parti settentrionali delle attuali regioni amministrativi di Aquitania e di Midi-Pirenei. Nel Medioevo il suo territorio faceva parte del più esteso ducato d'Aquitania, con capitale Bordeaux, i cui territori furono man mano inglobati dalla Corona di Francia. Dal nome di Aquitania derivò poi quello di Guienna, acquisito dal ducato nel 1229. Del ducato fecero parte territori poi diventati province a sé come l'Alvernia, il Poitou, la Saintonge, l'Aunis, l'Angoumois, il Limosino e la Guascogna. Il Quercy e la Rouergue, un tempo territori della vasta Contea di Tolosa e quindi della Linguadoca, furono uniti all'Aquitania e da quel momento in poi alla Guienna. Nel 1542 il suo territorio fu diviso nelle due generalità di Montauban e di Agen (poi denominata generalità di Bordeaux). Prima della Rivoluzione Francese costituiva, con la Guascogna, la provincia di Guienna e Guascogna. Comprendeva il Bordelais (regione di Bordeaux), l'Agenais (regione di Agen), il Bazadais, il Périgord, il Quercy e la Rouergue, questi ultimi tre talvolta considerati come province a sé. |
| Guienna          | Périgord                        | Périgueux                   | 1453 (assieme a Guascogna e Labourd) | Corrisponde alle parti settentrionali delle attuali regioni amministrativi di Aquitania e di Midi-Pirenei. Nel Medioevo il suo territorio faceva parte del più esteso ducato d'Aquitania, con capitale Bordeaux, i cui territori furono man mano inglobati dalla Corona di Francia. Dal nome di Aquitania derivò poi quello di Guienna, acquisito dal ducato nel 1229. Del ducato fecero parte territori poi diventati province a sé come l'Alvernia, il Poitou, la Saintonge, l'Aunis, l'Angoumois, il Limosino e la Guascogna. Il Quercy e la Rouergue, un tempo territori della vasta Contea di Tolosa e quindi della Linguadoca, furono uniti all'Aquitania e da quel momento in poi alla Guienna. Nel 1542 il suo territorio fu diviso nelle due generalità di Montauban e di Agen (poi denominata generalità di Bordeaux). Prima della Rivoluzione Francese costituiva, con la Guascogna, la provincia di Guienna e Guascogna. Comprendeva il Bordelais (regione di Bordeaux), l'Agenais (regione di Agen), il Bazadais, il Périgord, il Quercy e la Rouergue, questi ultimi tre talvolta considerati come province a sé. |
| Guienna          | Quercy                          | Cahors                      | 1453 (assieme a Guascogna e Labourd) | Corrisponde alle parti settentrionali delle attuali regioni amministrativi di Aquitania e di Midi-Pirenei. Nel Medioevo il suo territorio faceva parte del più esteso ducato d'Aquitania, con capitale Bordeaux, i cui territori furono man mano inglobati dalla Corona di Francia. Dal nome di Aquitania derivò poi quello di Guienna, acquisito dal ducato nel 1229. Del ducato fecero parte territori poi diventati province a sé come l'Alvernia, il Poitou, la Saintonge, l'Aunis, l'Angoumois, il Limosino e la Guascogna. Il Quercy e la Rouergue, un tempo territori della vasta Contea di Tolosa e quindi della Linguadoca, furono uniti all'Aquitania e da quel momento in poi alla Guienna. Nel 1542 il suo territorio fu diviso nelle due generalità di Montauban e di Agen (poi denominata generalità di Bordeaux). Prima della Rivoluzione Francese costituiva, con la Guascogna, la provincia di Guienna e Guascogna. Comprendeva il Bordelais (regione di Bordeaux), l'Agenais (regione di Agen), il Bazadais, il Périgord, il Quercy e la Rouergue, questi ultimi tre talvolta considerati come province a sé. |
| Guienna          | Rouergue                        | Rodez                       | 1453 (assieme a Guascogna e Labourd) | Corrisponde alle parti settentrionali delle attuali regioni amministrativi di Aquitania e di Midi-Pirenei. Nel Medioevo il suo territorio faceva parte del più esteso ducato d'Aquitania, con capitale Bordeaux, i cui territori furono man mano inglobati dalla Corona di Francia. Dal nome di Aquitania derivò poi quello di Guienna, acquisito dal ducato nel 1229. Del ducato fecero parte territori poi diventati province a sé come l'Alvernia, il Poitou, la Saintonge, l'Aunis, l'Angoumois, il Limosino e la Guascogna. Il Quercy e la Rouergue, un tempo territori della vasta Contea di Tolosa e quindi della Linguadoca, furono uniti all'Aquitania e da quel momento in poi alla Guienna. Nel 1542 il suo territorio fu diviso nelle due generalità di Montauban e di Agen (poi denominata generalità di Bordeaux). Prima della Rivoluzione Francese costituiva, con la Guascogna, la provincia di Guienna e Guascogna. Comprendeva il Bordelais (regione di Bordeaux), l'Agenais (regione di Agen), il Bazadais, il Périgord, il Quercy e la Rouergue, questi ultimi tre talvolta considerati come province a sé. |
| Hainaut          |                                 | Valenciennes                | 1668 (assieme alle Fiandre francesi) | Corrisponde a parte del dipartimento del Nord, nella regione amministrativa del Nord-Passo di Calais. Costituiva la generalità di Valenciennes, creata nel 1678 nelle Fiandre francesi. |
| Hainaut          | Cambrésis                       | Cambrai                     | 1668 (assieme alle Fiandre francesi) | Corrisponde a parte del dipartimento del Nord, nella regione amministrativa del Nord-Passo di Calais. Costituiva la generalità di Valenciennes, creata nel 1678 nelle Fiandre francesi. |
| Île-de-France    |                                 | Parigi                      | (domini originari della Corona)      | Corrisponde all'incirca all'attuale regione amministrativa dell'Île-de-France. Costituiva la generalità di Parigi, creata nel 1542. Comprendeva il Beauvaisis, la Brie francese, il Gâtinais francese, l'Hurepoix, il Laonnois (regione di Laon), il Mantois, il Quart de Noyon (regione di Noyon), il Soissonnois (regione di Soissons), il Vexin e il Valois. Fu ducato di Francia e dominio reale: costituito inizialmente dalla contea Senlis e dal castello di Poissy, si ingrandì successivamente con le contee di Parigi, di Melun, di Dreux, di Sens, del Gâtinais francese, del Vexin, di Corbeil, di Montlhéry, di Valois, di Clermont-en-Beauvaisis, di Beaumont-sur-Oise e di Montfort-l'Amaury e inglobò nel XV secolo Coucy, Roucy, Soissons, Laon et Noyon. |
| Île-de-France    | Beauvaisis                      | Beauvais                    | (domini originari della Corona)      | Corrisponde all'incirca all'attuale regione amministrativa dell'Île-de-France. Costituiva la generalità di Parigi, creata nel 1542. Comprendeva il Beauvaisis, la Brie francese, il Gâtinais francese, l'Hurepoix, il Laonnois (regione di Laon), il Mantois, il Quart de Noyon (regione di Noyon), il Soissonnois (regione di Soissons), il Vexin e il Valois. Fu ducato di Francia e dominio reale: costituito inizialmente dalla contea Senlis e dal castello di Poissy, si ingrandì successivamente con le contee di Parigi, di Melun, di Dreux, di Sens, del Gâtinais francese, del Vexin, di Corbeil, di Montlhéry, di Valois, di Clermont-en-Beauvaisis, di Beaumont-sur-Oise e di Montfort-l'Amaury e inglobò nel XV secolo Coucy, Roucy, Soissons, Laon et Noyon. |
| Île-de-France    | Brie française                  | Lagny                       | (domini originari della Corona)      | Corrisponde all'incirca all'attuale regione amministrativa dell'Île-de-France. Costituiva la generalità di Parigi, creata nel 1542. Comprendeva il Beauvaisis, la Brie francese, il Gâtinais francese, l'Hurepoix, il Laonnois (regione di Laon), il Mantois, il Quart de Noyon (regione di Noyon), il Soissonnois (regione di Soissons), il Vexin e il Valois. Fu ducato di Francia e dominio reale: costituito inizialmente dalla contea Senlis e dal castello di Poissy, si ingrandì successivamente con le contee di Parigi, di Melun, di Dreux, di Sens, del Gâtinais francese, del Vexin, di Corbeil, di Montlhéry, di Valois, di Clermont-en-Beauvaisis, di Beaumont-sur-Oise e di Montfort-l'Amaury e inglobò nel XV secolo Coucy, Roucy, Soissons, Laon et Noyon. |
| Île-de-France    | Gâtinais français               | Nemours                     | (domini originari della Corona)      | Corrisponde all'incirca all'attuale regione amministrativa dell'Île-de-France. Costituiva la generalità di Parigi, creata nel 1542. Comprendeva il Beauvaisis, la Brie francese, il Gâtinais francese, l'Hurepoix, il Laonnois (regione di Laon), il Mantois, il Quart de Noyon (regione di Noyon), il Soissonnois (regione di Soissons), il Vexin e il Valois. Fu ducato di Francia e dominio reale: costituito inizialmente dalla contea Senlis e dal castello di Poissy, si ingrandì successivamente con le contee di Parigi, di Melun, di Dreux, di Sens, del Gâtinais francese, del Vexin, di Corbeil, di Montlhéry, di Valois, di Clermont-en-Beauvaisis, di Beaumont-sur-Oise e di Montfort-l'Amaury e inglobò nel XV secolo Coucy, Roucy, Soissons, Laon et Noyon. |
| Île-de-France    | Hurepoix                        | Melun                       | (domini originari della Corona)      | Corrisponde all'incirca all'attuale regione amministrativa dell'Île-de-France. Costituiva la generalità di Parigi, creata nel 1542. Comprendeva il Beauvaisis, la Brie francese, il Gâtinais francese, l'Hurepoix, il Laonnois (regione di Laon), il Mantois, il Quart de Noyon (regione di Noyon), il Soissonnois (regione di Soissons), il Vexin e il Valois. Fu ducato di Francia e dominio reale: costituito inizialmente dalla contea Senlis e dal castello di Poissy, si ingrandì successivamente con le contee di Parigi, di Melun, di Dreux, di Sens, del Gâtinais francese, del Vexin, di Corbeil, di Montlhéry, di Valois, di Clermont-en-Beauvaisis, di Beaumont-sur-Oise e di Montfort-l'Amaury e inglobò nel XV secolo Coucy, Roucy, Soissons, Laon et Noyon. |
| Île-de-France    | Laonnois                        | Laon                        | (domini originari della Corona)      | Corrisponde all'incirca all'attuale regione amministrativa dell'Île-de-France. Costituiva la generalità di Parigi, creata nel 1542. Comprendeva il Beauvaisis, la Brie francese, il Gâtinais francese, l'Hurepoix, il Laonnois (regione di Laon), il Mantois, il Quart de Noyon (regione di Noyon), il Soissonnois (regione di Soissons), il Vexin e il Valois. Fu ducato di Francia e dominio reale: costituito inizialmente dalla contea Senlis e dal castello di Poissy, si ingrandì successivamente con le contee di Parigi, di Melun, di Dreux, di Sens, del Gâtinais francese, del Vexin, di Corbeil, di Montlhéry, di Valois, di Clermont-en-Beauvaisis, di Beaumont-sur-Oise e di Montfort-l'Amaury e inglobò nel XV secolo Coucy, Roucy, Soissons, Laon et Noyon. |
| Île-de-France    | Mantois                         | Mantes-la-Jolie             | (domini originari della Corona)      | Corrisponde all'incirca all'attuale regione amministrativa dell'Île-de-France. Costituiva la generalità di Parigi, creata nel 1542. Comprendeva il Beauvaisis, la Brie francese, il Gâtinais francese, l'Hurepoix, il Laonnois (regione di Laon), il Mantois, il Quart de Noyon (regione di Noyon), il Soissonnois (regione di Soissons), il Vexin e il Valois. Fu ducato di Francia e dominio reale: costituito inizialmente dalla contea Senlis e dal castello di Poissy, si ingrandì successivamente con le contee di Parigi, di Melun, di Dreux, di Sens, del Gâtinais francese, del Vexin, di Corbeil, di Montlhéry, di Valois, di Clermont-en-Beauvaisis, di Beaumont-sur-Oise e di Montfort-l'Amaury e inglobò nel XV secolo Coucy, Roucy, Soissons, Laon et Noyon. |
| Île-de-France    | Quart de Noyon                  |                             | (domini originari della Corona)      | Corrisponde all'incirca all'attuale regione amministrativa dell'Île-de-France. Costituiva la generalità di Parigi, creata nel 1542. Comprendeva il Beauvaisis, la Brie francese, il Gâtinais francese, l'Hurepoix, il Laonnois (regione di Laon), il Mantois, il Quart de Noyon (regione di Noyon), il Soissonnois (regione di Soissons), il Vexin e il Valois. Fu ducato di Francia e dominio reale: costituito inizialmente dalla contea Senlis e dal castello di Poissy, si ingrandì successivamente con le contee di Parigi, di Melun, di Dreux, di Sens, del Gâtinais francese, del Vexin, di Corbeil, di Montlhéry, di Valois, di Clermont-en-Beauvaisis, di Beaumont-sur-Oise e di Montfort-l'Amaury e inglobò nel XV secolo Coucy, Roucy, Soissons, Laon et Noyon. |
| Île-de-France    | Soissonnois                     | Soissons                    | (domini originari della Corona)      | Corrisponde all'incirca all'attuale regione amministrativa dell'Île-de-France. Costituiva la generalità di Parigi, creata nel 1542. Comprendeva il Beauvaisis, la Brie francese, il Gâtinais francese, l'Hurepoix, il Laonnois (regione di Laon), il Mantois, il Quart de Noyon (regione di Noyon), il Soissonnois (regione di Soissons), il Vexin e il Valois. Fu ducato di Francia e dominio reale: costituito inizialmente dalla contea Senlis e dal castello di Poissy, si ingrandì successivamente con le contee di Parigi, di Melun, di Dreux, di Sens, del Gâtinais francese, del Vexin, di Corbeil, di Montlhéry, di Valois, di Clermont-en-Beauvaisis, di Beaumont-sur-Oise e di Montfort-l'Amaury e inglobò nel XV secolo Coucy, Roucy, Soissons, Laon et Noyon. |
| Île-de-France    | Vexin français                  | Pontoise                    | (domini originari della Corona)      | Corrisponde all'incirca all'attuale regione amministrativa dell'Île-de-France. Costituiva la generalità di Parigi, creata nel 1542. Comprendeva il Beauvaisis, la Brie francese, il Gâtinais francese, l'Hurepoix, il Laonnois (regione di Laon), il Mantois, il Quart de Noyon (regione di Noyon), il Soissonnois (regione di Soissons), il Vexin e il Valois. Fu ducato di Francia e dominio reale: costituito inizialmente dalla contea Senlis e dal castello di Poissy, si ingrandì successivamente con le contee di Parigi, di Melun, di Dreux, di Sens, del Gâtinais francese, del Vexin, di Corbeil, di Montlhéry, di Valois, di Clermont-en-Beauvaisis, di Beaumont-sur-Oise e di Montfort-l'Amaury e inglobò nel XV secolo Coucy, Roucy, Soissons, Laon et Noyon. |
| Île-de-France    | Valois                          | Crépy-en-Valois             | (domini originari della Corona)      | Corrisponde all'incirca all'attuale regione amministrativa dell'Île-de-France. Costituiva la generalità di Parigi, creata nel 1542. Comprendeva il Beauvaisis, la Brie francese, il Gâtinais francese, l'Hurepoix, il Laonnois (regione di Laon), il Mantois, il Quart de Noyon (regione di Noyon), il Soissonnois (regione di Soissons), il Vexin e il Valois. Fu ducato di Francia e dominio reale: costituito inizialmente dalla contea Senlis e dal castello di Poissy, si ingrandì successivamente con le contee di Parigi, di Melun, di Dreux, di Sens, del Gâtinais francese, del Vexin, di Corbeil, di Montlhéry, di Valois, di Clermont-en-Beauvaisis, di Beaumont-sur-Oise e di Montfort-l'Amaury e inglobò nel XV secolo Coucy, Roucy, Soissons, Laon et Noyon. |
| Limosino         |                                 | Limoges                     | 1250                                 | Costituisce l'attuale regione del Limosino. Insieme alle province dell'Angoumois e della Marche, faceva parte della generalità di Limoges, creata nel 1558. Fu viscontea feudale con capitale Limoges. |
| Linguadoca       |                                 | Tolosa                      | 1271                                 | Costituisce l'attuale regione amministrativa di Linguadoca-Rossiglione insieme al Rossiglione. Comprendeva le generalità di Montpellier e di Tolosa, entrambe create nel 1542. Comprendeva il Gévaudan (dipartimento attuale della Lozère), il Velay (attualmente compreso nel dipartimento dell'Alta Loira, nella regione amministrativa dell'Alvernia) e il Vivarais. |
| Linguadoca       | Gévaudan                        | Mende                       | 1271                                 | Costituisce l'attuale regione amministrativa di Linguadoca-Rossiglione insieme al Rossiglione. Comprendeva le generalità di Montpellier e di Tolosa, entrambe create nel 1542. Comprendeva il Gévaudan (dipartimento attuale della Lozère), il Velay (attualmente compreso nel dipartimento dell'Alta Loira, nella regione amministrativa dell'Alvernia) e il Vivarais. |
| Linguadoca       | Velay                           | Le Puy                      | 1271                                 | Costituisce l'attuale regione amministrativa di Linguadoca-Rossiglione insieme al Rossiglione. Comprendeva le generalità di Montpellier e di Tolosa, entrambe create nel 1542. Comprendeva il Gévaudan (dipartimento attuale della Lozère), il Velay (attualmente compreso nel dipartimento dell'Alta Loira, nella regione amministrativa dell'Alvernia) e il Vivarais. |
| Linguadoca       | Vivarese                        | Viviers                     | 1271                                 | Costituisce l'attuale regione amministrativa di Linguadoca-Rossiglione insieme al Rossiglione. Comprendeva le generalità di Montpellier e di Tolosa, entrambe create nel 1542. Comprendeva il Gévaudan (dipartimento attuale della Lozère), il Velay (attualmente compreso nel dipartimento dell'Alta Loira, nella regione amministrativa dell'Alvernia) e il Vivarais. |
| Lionese          |                                 | Lione                       | 1312                                 | Attualmente fa parte dell'attuale dipartimento del Rodano, nella regione amministrativa del Rodano-Alpi. Insieme alle province del Beaujolais e del Forez, apparteneva alla generalità di Lione, creata nel 1542. Era suddivisa nella regione di Lione (Plat pays de Lyonnais, sottoposta alla fiscalità centrale) e in Città di Lione (Ville de Lyon) e Franc-Lyonnais (che godevano invece di privilegi fiscali). Fu contea feudale con capitale Lione, che comprese anche il Beaujolais e il Forez. |
| Lionese          | Plat pays de Lyonnais           |                             | 1312                                 | Attualmente fa parte dell'attuale dipartimento del Rodano, nella regione amministrativa del Rodano-Alpi. Insieme alle province del Beaujolais e del Forez, apparteneva alla generalità di Lione, creata nel 1542. Era suddivisa nella regione di Lione (Plat pays de Lyonnais, sottoposta alla fiscalità centrale) e in Città di Lione (Ville de Lyon) e Franc-Lyonnais (che godevano invece di privilegi fiscali). Fu contea feudale con capitale Lione, che comprese anche il Beaujolais e il Forez. |
| Lionese          | Città di Lione                  |                             | 1312                                 | Attualmente fa parte dell'attuale dipartimento del Rodano, nella regione amministrativa del Rodano-Alpi. Insieme alle province del Beaujolais e del Forez, apparteneva alla generalità di Lione, creata nel 1542. Era suddivisa nella regione di Lione (Plat pays de Lyonnais, sottoposta alla fiscalità centrale) e in Città di Lione (Ville de Lyon) e Franc-Lyonnais (che godevano invece di privilegi fiscali). Fu contea feudale con capitale Lione, che comprese anche il Beaujolais e il Forez. |
| Lionese          | Franc-Lyonnais                  | Genay, dal 1665 Neuville    | 1312                                 | Attualmente fa parte dell'attuale dipartimento del Rodano, nella regione amministrativa del Rodano-Alpi. Insieme alle province del Beaujolais e del Forez, apparteneva alla generalità di Lione, creata nel 1542. Era suddivisa nella regione di Lione (Plat pays de Lyonnais, sottoposta alla fiscalità centrale) e in Città di Lione (Ville de Lyon) e Franc-Lyonnais (che godevano invece di privilegi fiscali). Fu contea feudale con capitale Lione, che comprese anche il Beaujolais e il Forez. |
| Lorena           |                                 | Nancy                       | 1766                                 | Costituisce l'attuale regione amministrativa della Lorena. Costituiva la generalità di Nancy, creata nel 1737. Comprendeva il Barrois (regione di Bar-le-Duc, nel dipartimento della Mosa). Fece parte del regno della Lotaringia e fu poi ducato feudale con capitale Nancy. I "Tre vescovati" corrispondono ai territori dei vescovati di Metz (nel dipartimento della Mosella), di Toul (nel dipartimento della Meurthe e Mosella) e di Verdun (nel dipartimento della Mosa), tutti e tre nell'attuale regione amministrativa della Lorena. Costituivano la generalità di Metz, creata nel 1552. |
| Lorena           | Barrois                         | Bar-le-Duc                  | 1766                                 | Costituisce l'attuale regione amministrativa della Lorena. Costituiva la generalità di Nancy, creata nel 1737. Comprendeva il Barrois (regione di Bar-le-Duc, nel dipartimento della Mosa). Fece parte del regno della Lotaringia e fu poi ducato feudale con capitale Nancy. I "Tre vescovati" corrispondono ai territori dei vescovati di Metz (nel dipartimento della Mosella), di Toul (nel dipartimento della Meurthe e Mosella) e di Verdun (nel dipartimento della Mosa), tutti e tre nell'attuale regione amministrativa della Lorena. Costituivano la generalità di Metz, creata nel 1552. |
| Lorena           | Tre Vescovati                   | Vescovato di Metz           | 1766                                 | Costituisce l'attuale regione amministrativa della Lorena. Costituiva la generalità di Nancy, creata nel 1737. Comprendeva il Barrois (regione di Bar-le-Duc, nel dipartimento della Mosa). Fece parte del regno della Lotaringia e fu poi ducato feudale con capitale Nancy. I "Tre vescovati" corrispondono ai territori dei vescovati di Metz (nel dipartimento della Mosella), di Toul (nel dipartimento della Meurthe e Mosella) e di Verdun (nel dipartimento della Mosa), tutti e tre nell'attuale regione amministrativa della Lorena. Costituivano la generalità di Metz, creata nel 1552. |
| Lorena           | Tre Vescovati                   | Vescovato di Toul           | 1766                                 | Costituisce l'attuale regione amministrativa della Lorena. Costituiva la generalità di Nancy, creata nel 1737. Comprendeva il Barrois (regione di Bar-le-Duc, nel dipartimento della Mosa). Fece parte del regno della Lotaringia e fu poi ducato feudale con capitale Nancy. I "Tre vescovati" corrispondono ai territori dei vescovati di Metz (nel dipartimento della Mosella), di Toul (nel dipartimento della Meurthe e Mosella) e di Verdun (nel dipartimento della Mosa), tutti e tre nell'attuale regione amministrativa della Lorena. Costituivano la generalità di Metz, creata nel 1552. |
| Lorena           | Tre Vescovati                   | Vescovato di Verdun         | 1766                                 | Costituisce l'attuale regione amministrativa della Lorena. Costituiva la generalità di Nancy, creata nel 1737. Comprendeva il Barrois (regione di Bar-le-Duc, nel dipartimento della Mosa). Fece parte del regno della Lotaringia e fu poi ducato feudale con capitale Nancy. I "Tre vescovati" corrispondono ai territori dei vescovati di Metz (nel dipartimento della Mosella), di Toul (nel dipartimento della Meurthe e Mosella) e di Verdun (nel dipartimento della Mosa), tutti e tre nell'attuale regione amministrativa della Lorena. Costituivano la generalità di Metz, creata nel 1552. |
| Maine            |                                 | Le Mans                     | 1481                                 | Costituisce parte degli attuali dipartimenti della Sarthe e della Mayenne, nell'attuale regione dei Paesi della Loira. Insieme alle province di Turenna e d'Angiò, apparteneva alla generalità di Tours, creata nel 1542. Fu contea feudale con capitale Le Mans. |
| Marche           |                                 | Guéret                      | 1531                                 | Si estendeva sul territorio il dipartimento della Creuse e su parte di quello della Haute Vienne, nell'attuale regione amministrativa del Limosino. Insieme alle province del Limousin e dell'Angoumois, faceva parte della generalità di Limoges, creata nel 1558; solo una parte apparteneva a quella di Moulins. Comprendeva l'antica signoria delle Combrailles (baronia di Chambon). Fu contea feudale con capitale Guéret. |
| Marche           | Combrailles                     |                             | 1531                                 | Si estendeva sul territorio il dipartimento della Creuse e su parte di quello della Haute Vienne, nell'attuale regione amministrativa del Limosino. Insieme alle province del Limousin e dell'Angoumois, faceva parte della generalità di Limoges, creata nel 1558; solo una parte apparteneva a quella di Moulins. Comprendeva l'antica signoria delle Combrailles (baronia di Chambon). Fu contea feudale con capitale Guéret. |
| Bassa Navarra    |                                 | Saint-Palais                | 1594 (assieme al Béarn)              | |
| Nivernese        |                                 | Nevers                      | 1669                                 | Corrisponde a quasi tutto il dipartimento della Nièvre, nella regione amministrativa della Borgogna. Con il Borbonese e parte della Marche faceva parte della generalità di Moulins, creata nel 1587. Fu contea feudale con capitale Nevers. |
| Normandia        |                                 | Rouen                       | 1450                                 | Corrisponde alle attuali regioni amministrative di Alta e Bassa Normandia. Comprendeva le generalità di Caen e di Rouen, entrambe create nel 1542. Comprendeva l'Avranchin (regione di Avranches), il Bessin, il Pays de Bray, la Campagne de Caen, l'Hiémois, l'Houlme, la Campagne de Neubourg, la Campagne de Saint-André e il Vexin normanno. Fu ducato feudale con capitale Rouen. |
| Normandia        | Avranchin                       |                             | 1450                                 | Corrisponde alle attuali regioni amministrative di Alta e Bassa Normandia. Comprendeva le generalità di Caen e di Rouen, entrambe create nel 1542. Comprendeva l'Avranchin (regione di Avranches), il Bessin, il Pays de Bray, la Campagne de Caen, l'Hiémois, l'Houlme, la Campagne de Neubourg, la Campagne de Saint-André e il Vexin normanno. Fu ducato feudale con capitale Rouen. |
| Normandia        | Pays d'Auge                     |                             | 1450                                 | Corrisponde alle attuali regioni amministrative di Alta e Bassa Normandia. Comprendeva le generalità di Caen e di Rouen, entrambe create nel 1542. Comprendeva l'Avranchin (regione di Avranches), il Bessin, il Pays de Bray, la Campagne de Caen, l'Hiémois, l'Houlme, la Campagne de Neubourg, la Campagne de Saint-André e il Vexin normanno. Fu ducato feudale con capitale Rouen. |
| Normandia        | Bessin                          |                             | 1450                                 | Corrisponde alle attuali regioni amministrative di Alta e Bassa Normandia. Comprendeva le generalità di Caen e di Rouen, entrambe create nel 1542. Comprendeva l'Avranchin (regione di Avranches), il Bessin, il Pays de Bray, la Campagne de Caen, l'Hiémois, l'Houlme, la Campagne de Neubourg, la Campagne de Saint-André e il Vexin normanno. Fu ducato feudale con capitale Rouen. |
| Normandia        | Pays de Bray                    |                             | 1450                                 | Corrisponde alle attuali regioni amministrative di Alta e Bassa Normandia. Comprendeva le generalità di Caen e di Rouen, entrambe create nel 1542. Comprendeva l'Avranchin (regione di Avranches), il Bessin, il Pays de Bray, la Campagne de Caen, l'Hiémois, l'Houlme, la Campagne de Neubourg, la Campagne de Saint-André e il Vexin normanno. Fu ducato feudale con capitale Rouen. |
| Normandia        | Campagne de Caen                |                             | 1450                                 | Corrisponde alle attuali regioni amministrative di Alta e Bassa Normandia. Comprendeva le generalità di Caen e di Rouen, entrambe create nel 1542. Comprendeva l'Avranchin (regione di Avranches), il Bessin, il Pays de Bray, la Campagne de Caen, l'Hiémois, l'Houlme, la Campagne de Neubourg, la Campagne de Saint-André e il Vexin normanno. Fu ducato feudale con capitale Rouen. |
| Normandia        | Pays de Caux                    | Caudebec                    | 1450                                 | Corrisponde alle attuali regioni amministrative di Alta e Bassa Normandia. Comprendeva le generalità di Caen e di Rouen, entrambe create nel 1542. Comprendeva l'Avranchin (regione di Avranches), il Bessin, il Pays de Bray, la Campagne de Caen, l'Hiémois, l'Houlme, la Campagne de Neubourg, la Campagne de Saint-André e il Vexin normanno. Fu ducato feudale con capitale Rouen. |
| Normandia        | Cotentin                        |                             | 1450                                 | Corrisponde alle attuali regioni amministrative di Alta e Bassa Normandia. Comprendeva le generalità di Caen e di Rouen, entrambe create nel 1542. Comprendeva l'Avranchin (regione di Avranches), il Bessin, il Pays de Bray, la Campagne de Caen, l'Hiémois, l'Houlme, la Campagne de Neubourg, la Campagne de Saint-André e il Vexin normanno. Fu ducato feudale con capitale Rouen. |
| Normandia        | Hiémois                         |                             | 1450                                 | Corrisponde alle attuali regioni amministrative di Alta e Bassa Normandia. Comprendeva le generalità di Caen e di Rouen, entrambe create nel 1542. Comprendeva l'Avranchin (regione di Avranches), il Bessin, il Pays de Bray, la Campagne de Caen, l'Hiémois, l'Houlme, la Campagne de Neubourg, la Campagne de Saint-André e il Vexin normanno. Fu ducato feudale con capitale Rouen. |
| Normandia        | Le Houlme                       |                             | 1450                                 | Corrisponde alle attuali regioni amministrative di Alta e Bassa Normandia. Comprendeva le generalità di Caen e di Rouen, entrambe create nel 1542. Comprendeva l'Avranchin (regione di Avranches), il Bessin, il Pays de Bray, la Campagne de Caen, l'Hiémois, l'Houlme, la Campagne de Neubourg, la Campagne de Saint-André e il Vexin normanno. Fu ducato feudale con capitale Rouen. |
| Normandia        | Lieuvin                         |                             | 1450                                 | Corrisponde alle attuali regioni amministrative di Alta e Bassa Normandia. Comprendeva le generalità di Caen e di Rouen, entrambe create nel 1542. Comprendeva l'Avranchin (regione di Avranches), il Bessin, il Pays de Bray, la Campagne de Caen, l'Hiémois, l'Houlme, la Campagne de Neubourg, la Campagne de Saint-André e il Vexin normanno. Fu ducato feudale con capitale Rouen. |
| Normandia        | Campagne de Neubourg            |                             | 1450                                 | Corrisponde alle attuali regioni amministrative di Alta e Bassa Normandia. Comprendeva le generalità di Caen e di Rouen, entrambe create nel 1542. Comprendeva l'Avranchin (regione di Avranches), il Bessin, il Pays de Bray, la Campagne de Caen, l'Hiémois, l'Houlme, la Campagne de Neubourg, la Campagne de Saint-André e il Vexin normanno. Fu ducato feudale con capitale Rouen. |
| Normandia        | Pays d'Ouche                    |                             | 1450                                 | Corrisponde alle attuali regioni amministrative di Alta e Bassa Normandia. Comprendeva le generalità di Caen e di Rouen, entrambe create nel 1542. Comprendeva l'Avranchin (regione di Avranches), il Bessin, il Pays de Bray, la Campagne de Caen, l'Hiémois, l'Houlme, la Campagne de Neubourg, la Campagne de Saint-André e il Vexin normanno. Fu ducato feudale con capitale Rouen. |
| Normandia        | Roumois                         |                             | 1450                                 | Corrisponde alle attuali regioni amministrative di Alta e Bassa Normandia. Comprendeva le generalità di Caen e di Rouen, entrambe create nel 1542. Comprendeva l'Avranchin (regione di Avranches), il Bessin, il Pays de Bray, la Campagne de Caen, l'Hiémois, l'Houlme, la Campagne de Neubourg, la Campagne de Saint-André e il Vexin normanno. Fu ducato feudale con capitale Rouen. |
| Normandia        | Campagne de Saint-André         |                             | 1450                                 | Corrisponde alle attuali regioni amministrative di Alta e Bassa Normandia. Comprendeva le generalità di Caen e di Rouen, entrambe create nel 1542. Comprendeva l'Avranchin (regione di Avranches), il Bessin, il Pays de Bray, la Campagne de Caen, l'Hiémois, l'Houlme, la Campagne de Neubourg, la Campagne de Saint-André e il Vexin normanno. Fu ducato feudale con capitale Rouen. |
| Normandia        | Vexin normand                   | Quillebeuf-sur-Seine        | 1450                                 | Corrisponde alle attuali regioni amministrative di Alta e Bassa Normandia. Comprendeva le generalità di Caen e di Rouen, entrambe create nel 1542. Comprendeva l'Avranchin (regione di Avranches), il Bessin, il Pays de Bray, la Campagne de Caen, l'Hiémois, l'Houlme, la Campagne de Neubourg, la Campagne de Saint-André e il Vexin normanno. Fu ducato feudale con capitale Rouen. |
| Orleanese        |                                 | Orléans                     | 1626                                 | Costituisce il dipartimento del Loiret e parte di quelli dell'Eure-et-Loir e del Loir-et-Cher, nella regione amministrativa del Centro. Costituiva la generalità di Orléans, creata nel 1558. Comprendeva il Blésois, il Pays chartrain (regione di Chartres), il Dunois, il Gâtinais orleanese e il Vendômois (regione di Vendôme). Fu ducato feudale con capitale Orléans: ne fecero parte le contee d'Orléans e d'Étampes, di Gien, di Vendôme, di Chartres, di Blois e la signoria di Beaugency. |
| Orleanese        | Blésois                         | Blois                       | 1626                                 | Costituisce il dipartimento del Loiret e parte di quelli dell'Eure-et-Loir e del Loir-et-Cher, nella regione amministrativa del Centro. Costituiva la generalità di Orléans, creata nel 1558. Comprendeva il Blésois, il Pays chartrain (regione di Chartres), il Dunois, il Gâtinais orleanese e il Vendômois (regione di Vendôme). Fu ducato feudale con capitale Orléans: ne fecero parte le contee d'Orléans e d'Étampes, di Gien, di Vendôme, di Chartres, di Blois e la signoria di Beaugency. |
| Orleanese        | Pays chartrain                  |                             | 1626                                 | Costituisce il dipartimento del Loiret e parte di quelli dell'Eure-et-Loir e del Loir-et-Cher, nella regione amministrativa del Centro. Costituiva la generalità di Orléans, creata nel 1558. Comprendeva il Blésois, il Pays chartrain (regione di Chartres), il Dunois, il Gâtinais orleanese e il Vendômois (regione di Vendôme). Fu ducato feudale con capitale Orléans: ne fecero parte le contee d'Orléans e d'Étampes, di Gien, di Vendôme, di Chartres, di Blois e la signoria di Beaugency. |
| Orleanese        | Dunois                          | Châteaudun                  | 1626                                 | Costituisce il dipartimento del Loiret e parte di quelli dell'Eure-et-Loir e del Loir-et-Cher, nella regione amministrativa del Centro. Costituiva la generalità di Orléans, creata nel 1558. Comprendeva il Blésois, il Pays chartrain (regione di Chartres), il Dunois, il Gâtinais orleanese e il Vendômois (regione di Vendôme). Fu ducato feudale con capitale Orléans: ne fecero parte le contee d'Orléans e d'Étampes, di Gien, di Vendôme, di Chartres, di Blois e la signoria di Beaugency. |
| Orleanese        | Gâtinais orléanais              | Montargis                   | 1626                                 | Costituisce il dipartimento del Loiret e parte di quelli dell'Eure-et-Loir e del Loir-et-Cher, nella regione amministrativa del Centro. Costituiva la generalità di Orléans, creata nel 1558. Comprendeva il Blésois, il Pays chartrain (regione di Chartres), il Dunois, il Gâtinais orleanese e il Vendômois (regione di Vendôme). Fu ducato feudale con capitale Orléans: ne fecero parte le contee d'Orléans e d'Étampes, di Gien, di Vendôme, di Chartres, di Blois e la signoria di Beaugency. |
| Orleanese        | Vendômois                       | Vendôme                     | 1626                                 | Costituisce il dipartimento del Loiret e parte di quelli dell'Eure-et-Loir e del Loir-et-Cher, nella regione amministrativa del Centro. Costituiva la generalità di Orléans, creata nel 1558. Comprendeva il Blésois, il Pays chartrain (regione di Chartres), il Dunois, il Gâtinais orleanese e il Vendômois (regione di Vendôme). Fu ducato feudale con capitale Orléans: ne fecero parte le contee d'Orléans e d'Étampes, di Gien, di Vendôme, di Chartres, di Blois e la signoria di Beaugency. |
| Perche           |                                 | Mortagne-au-Perche          |                                      | Costituisce parte dei dipartimenti dell'Orne e dell'Eure-et-Loir, rispettivamente nelle attuali regioni amministrative della Bassa Normandia e del Centro. Costituiva la generalità di Alençon, creata nel 1636. Comprendeva la Perche-Gouët, la Perche Vendômois e il Thimerais. Fu contea feudale con capitale Mortagne-au-Perche, nata dalla fusione della contea di Mortagne, della viscontea di Châteaudun e della signoria di Nogent, e per un periodo ne fu distaccata la contea di Alençon. |
| Perche           | Perche-Gouët                    |                             |                                      | Costituisce parte dei dipartimenti dell'Orne e dell'Eure-et-Loir, rispettivamente nelle attuali regioni amministrative della Bassa Normandia e del Centro. Costituiva la generalità di Alençon, creata nel 1636. Comprendeva la Perche-Gouët, la Perche Vendômois e il Thimerais. Fu contea feudale con capitale Mortagne-au-Perche, nata dalla fusione della contea di Mortagne, della viscontea di Châteaudun e della signoria di Nogent, e per un periodo ne fu distaccata la contea di Alençon. |
| Perche           | Perche Vendômois                |                             |                                      | Costituisce parte dei dipartimenti dell'Orne e dell'Eure-et-Loir, rispettivamente nelle attuali regioni amministrative della Bassa Normandia e del Centro. Costituiva la generalità di Alençon, creata nel 1636. Comprendeva la Perche-Gouët, la Perche Vendômois e il Thimerais. Fu contea feudale con capitale Mortagne-au-Perche, nata dalla fusione della contea di Mortagne, della viscontea di Châteaudun e della signoria di Nogent, e per un periodo ne fu distaccata la contea di Alençon. |
| Perche           | Thimerais                       |                             |                                      | Costituisce parte dei dipartimenti dell'Orne e dell'Eure-et-Loir, rispettivamente nelle attuali regioni amministrative della Bassa Normandia e del Centro. Costituiva la generalità di Alençon, creata nel 1636. Comprendeva la Perche-Gouët, la Perche Vendômois e il Thimerais. Fu contea feudale con capitale Mortagne-au-Perche, nata dalla fusione della contea di Mortagne, della viscontea di Châteaudun e della signoria di Nogent, e per un periodo ne fu distaccata la contea di Alençon. |
| Piccardia        |                                 | Amiens                      | 1477 (assieme al Boulonnais)         | Corrisponde ai dipartimenti dell'Aisne e dell'Oise, nell'attuale regione amministravia della Piccardia. Comprendeva le generalità di Amiens, creata nel 1542, e di Soissons, creata nel 1595, l'Amienois (regione di Amiens), il Marquenterre, il Ponthieu, il Santerre e il Vimeu, nel dipartimento dell'Oise, e la Thiérache e il Vermandois nel dipartimento dell'Aisne. Vi erano comprese le contee feudali di Boulogne, di Vermandois e di Ponthieu. |
| Piccardia        | Amienois                        |                             | 1477 (assieme al Boulonnais)         | Corrisponde ai dipartimenti dell'Aisne e dell'Oise, nell'attuale regione amministravia della Piccardia. Comprendeva le generalità di Amiens, creata nel 1542, e di Soissons, creata nel 1595, l'Amienois (regione di Amiens), il Marquenterre, il Ponthieu, il Santerre e il Vimeu, nel dipartimento dell'Oise, e la Thiérache e il Vermandois nel dipartimento dell'Aisne. Vi erano comprese le contee feudali di Boulogne, di Vermandois e di Ponthieu. |
| Piccardia        | Ponthieu                        | Abbeville                   | 1477 (assieme al Boulonnais)         | Corrisponde ai dipartimenti dell'Aisne e dell'Oise, nell'attuale regione amministravia della Piccardia. Comprendeva le generalità di Amiens, creata nel 1542, e di Soissons, creata nel 1595, l'Amienois (regione di Amiens), il Marquenterre, il Ponthieu, il Santerre e il Vimeu, nel dipartimento dell'Oise, e la Thiérache e il Vermandois nel dipartimento dell'Aisne. Vi erano comprese le contee feudali di Boulogne, di Vermandois e di Ponthieu. |
| Piccardia        | Santerre                        |                             | 1477 (assieme al Boulonnais)         | Corrisponde ai dipartimenti dell'Aisne e dell'Oise, nell'attuale regione amministravia della Piccardia. Comprendeva le generalità di Amiens, creata nel 1542, e di Soissons, creata nel 1595, l'Amienois (regione di Amiens), il Marquenterre, il Ponthieu, il Santerre e il Vimeu, nel dipartimento dell'Oise, e la Thiérache e il Vermandois nel dipartimento dell'Aisne. Vi erano comprese le contee feudali di Boulogne, di Vermandois e di Ponthieu. |
| Piccardia        | Thiérache                       | Guise                       | 1477 (assieme al Boulonnais)         | Corrisponde ai dipartimenti dell'Aisne e dell'Oise, nell'attuale regione amministravia della Piccardia. Comprendeva le generalità di Amiens, creata nel 1542, e di Soissons, creata nel 1595, l'Amienois (regione di Amiens), il Marquenterre, il Ponthieu, il Santerre e il Vimeu, nel dipartimento dell'Oise, e la Thiérache e il Vermandois nel dipartimento dell'Aisne. Vi erano comprese le contee feudali di Boulogne, di Vermandois e di Ponthieu. |
| Piccardia        | Vermandois                      | San Quintino                | 1477 (assieme al Boulonnais)         | Corrisponde ai dipartimenti dell'Aisne e dell'Oise, nell'attuale regione amministravia della Piccardia. Comprendeva le generalità di Amiens, creata nel 1542, e di Soissons, creata nel 1595, l'Amienois (regione di Amiens), il Marquenterre, il Ponthieu, il Santerre e il Vimeu, nel dipartimento dell'Oise, e la Thiérache e il Vermandois nel dipartimento dell'Aisne. Vi erano comprese le contee feudali di Boulogne, di Vermandois e di Ponthieu. |
| Piccardia        | Vimeu                           | Saint-Valery                | 1477 (assieme al Boulonnais)         | Corrisponde ai dipartimenti dell'Aisne e dell'Oise, nell'attuale regione amministravia della Piccardia. Comprendeva le generalità di Amiens, creata nel 1542, e di Soissons, creata nel 1595, l'Amienois (regione di Amiens), il Marquenterre, il Ponthieu, il Santerre e il Vimeu, nel dipartimento dell'Oise, e la Thiérache e il Vermandois nel dipartimento dell'Aisne. Vi erano comprese le contee feudali di Boulogne, di Vermandois e di Ponthieu. |
| Poitou           |                                 | Poitiers                    | 1369                                 | Corrisponde ai dipartimenti delle Deux Sèvres e della Vienne nell'attuale regione amministrativa del Poitou-Charentes. Costituiva la generalità di Poitiers, creata nel 1542. Fu contea feudale con capitale Poitiers. |
| Provenza         |                                 | Aix-en-Provence             | 1481                                 | Corrisponde ai dipartimenti delle Alpi dell'Alta Provenza, delle Bocche del Rodano e del Varo, più una parte del dipartimento delle Alte Alpi, nell'attuale regione della Provenza-Alpi-Costa Azzurra. Costituiva la generalità di Aix-en-Provence, creata nel 1542. Fu contea feudale con capitale Aix-en-Provence. |
| Rossiglione      |                                 | Perpignano                  | 1659                                 | Corrisponde alla maggior parte del dipartimento dei Pirenei Orientali, nell'attuale regione amministrativa della Linguadoca-Rossiglione e costituisce la parte francese della Catalogna. Costituiva la generalità di Perpignan, creata nel 1660. |
| Rossiglione      | Cerdagna                        | Mont-Louis                  | 1659                                 | Corrisponde alla maggior parte del dipartimento dei Pirenei Orientali, nell'attuale regione amministrativa della Linguadoca-Rossiglione e costituisce la parte francese della Catalogna. Costituiva la generalità di Perpignan, creata nel 1660. |
| Rossiglione      | Conflent                        |                             | 1659                                 | Corrisponde alla maggior parte del dipartimento dei Pirenei Orientali, nell'attuale regione amministrativa della Linguadoca-Rossiglione e costituisce la parte francese della Catalogna. Costituiva la generalità di Perpignan, creata nel 1660. |
| Saintonge        |                                 | Saintes                     | 1371                                 | Corrisponde, insieme alla provincia di Aunis, all'attuale dipartimento della Charente Marittima e a parte di quello della Charente, nell'attuale regione del Poitou-Charentes. Insieme alla provincia di Aunis, apparteneva alla generalità di La Rochelle, creata nel 1694. Fu contea feudale con capitale Saintes. |
| Turenna          |                                 | Tours                       | 1584                                 | Corrisponde al dipartimento dell'Indre e Loira e ad una parte dei dipartimenti del Loir-et-Cher e dell'Indre nella regione amministrativa del Centro. Insieme alle province di Maine e di Angiò, apparteneva alla generalità di Tours, creata nel 1542. Fu contea feudale con capitale Tours. |

### Territori esterni alla Francia nel 1789
Non facevano parte della Francia nel 1789 i territori seguenti:
- Contado Venassino
  - Avignone
- Contea di Nizza
  - Tenda e Briga
- Repubblica di Mulhouse, alleata ai cantoni svizzeri
- Savoia
  - Savoia propria
  - Moriana
  - Tarantasia
  - Genevese
  - Chiablese
  - Faucigny

## Armoriale
Seguono gli stemmi araldici delle 34 province dell'Ancien Régime, immediatamente precedenti alla Rivoluzione francese.
| 1. Île-de-France | 2. Berry   | 3. Orleanese | 4. Normandia       | 5. Linguadoca | 6. Lionese   | 7. Delfinato | 8. Champagne | 9. Aunis                  | 10. Saintonge | 11. Poitou | 12. Aquitania, poi Guienna e Guascogna | 13. Borgogna         | 14. Piccardia     | 15. Angiò  | 16. Provenza | 17. Angoumois |
|                  |            |              |                    |               |              |              |              |                           |               |            |                                        |                      |                   |            |              |               |
| 18. Borbonese    | 19. Marche | 20. Bretagna | 21. Maine e Perche | 22. Turenna   | 23. Limosino | 24. Foix     | 25. Alvernia | 26. Béarn e Bassa Navarra | 27. Alsazia   | 28. Artois | 29. Rossiglione                        | 30. Fiandre francesi | 31. Franca Contea | 32. Lorena | 33. Corsica  | 34. Nivernese |
|                  |            |              |                    |               |              |              |              |                           |               |            |                                        |                      |                   |            |              |               |